# Uheheklauwier
De Uheheklauwier (Lanius collaris marwitzi) is een vogel uit de familie der klauwieren (Laniidae).

## Verspreiding en leefgebied
Deze ondersoort is endemisch in noordoostelijk en het zuidelijke deel van Centraal-Tanzania.